# Polystichum × lonchitiforme
Polystichum × lonchitiforme là một loài dương xỉ trong họ Dryopteridaceae. Loài này được Becherer mô tả khoa học đầu tiên năm 1941.
Danh pháp khoa học của loài này chưa được làm sáng tỏ. 